# میریام اورمانس
 میریام اورمانس (انگلیسی: Miriam Oremans؛ زاده ۹ سپتامبر ۱۹۷۲) یک تنیس‌باز اهل هلند است.